# Castrillo Mota de Judíos
Castrillo Mota de Judíos, abans i fins a 2015 era conegut oficialment com a Castrillo Matajudíos, és un municipi de la província de Burgos a la comunitat autònoma de Castella i Lleó. Forma part de la comarca d'Odra-Pisuerga.
Fins al 22 de juny de 2015 es va anomenar Castrillo Matajudíos, després de votar-se en referèndum entre els habitants del poble i l'aprovació per part de la Junta de Castella i Lleó. El canvi de nom es deu al seu origen històric com a call jueu al segle xi, i que, probablement, després, o bé es va canviar de forma intencionada per ocultar el nom en una època en què es perseguien aquests col·lectius, o bé va ser un error d'escriptura.
Hi nasqué el compositor i organista Antonio de Cabezón (1510-1566): se'n conserva la casa natal.
L'alcalde és Lorenzo Rodríguez Pérez (Cs), que anteriorment ho havia sigut amb el PP.

## Demografia
| 1991 | 1996 | 2001 | 2004 |
| ---- | ---- | ---- | ---- |
| 82   | 84   | 80   | 71   |

## Política
| Candidatura | Candidatura                         | Cap de llista           | Vots | Regidors | % vots |
| ----------- | ----------------------------------- | ----------------------- | ---- | -------- | ------ |
|             | Ciutadans - Partit de la Ciutadania | Lorenzo Rodríguez Pérez | 22   | 3        | 66,67% |
|             | Partit Popular                      |                         | 2    | -        | 6,06%  |
|             | Partit Socialista Obrer Espanyol    |                         | 1    | -        | 3,03%  |
|             | En blanc                            |                         | 3    | -        | 9,09%  |
|             | Nuls                                |                         | 17   | -        | 34%    |
| Total       | Total                               | 50                      | 50   | 3        | 87,72% |